# Saint-Pourçain-sur-Besbre
 Saint-Pourçain-sur-Besbre  là một xã ở tỉnh Allier thuộc miền trung nước Pháp.